# Дюлак, Кэтрин
Кэтрин Дюлак (Catherine Dulac; род. 1963) — американский нейробиолог, исследовательница социального поведения у млекопитающих. Доктор философии (1991), именной профессор Гарвардского университета, где трудится с 1996 года, исследователь Медицинского института Говарда Хьюза (с 1997 года), член Французской АН (2007) и НАН США (2015), а также Американского философского общества (2019).
Выросла в Монпелье.
Окончила парижскую Высшую нормальную школу.
Степень доктора философии по биологии развития получила в парижском Университете Пьера и Марии Кюри, занималась у Николь Ле Дуарен в Коллеж де Франс. В 1992 году переехала в США — постдоком в лабораторию Ричарда Аксела в Колумбийском университете. C 1996 года на кафедре молекулярной и клeточной биологии в Гарварде, в 2007—2013 гг. заведовала ею, с 2001 года именной профессор (Higgins Professor) молекулярной и клeточной биологии Гарварда, с 2018 года также именной профессор (Lee and Ezpeleta Professor) искусств и наук. Также исследователь Медицинского института Говарда Хьюза (с 1997 года). Феллоу Американской академии искусств и наук (2004) и Американской ассоциации содействия развитию науки (2009).

## Награды и отличия
- Searle Scholar[англ.] (1998)
- Richard Lounsbery Award[англ.] (2006)
- Perl-UNC Prize[англ.] (2010)
- Neuronal Plasticity Prize[нем.] (2012)
- Pradel Research Award[нем.] (2015)
- Scolnick Prize in Neuroscience (2017[5])
- Karl Spencer Lashley Award[англ.] (2018)
- Ralph W. Gerard Prize in Neuroscience[англ.] (2019, совместно с Michael E. Greenberg[англ.][6])
- NOMIS Distinguished Scientist and Scholar Award (2021)[7]
- Liliane Bettencourt Prize[8]

Кавалер Ордена Почётного легиона.